# 小牙鰏
小牙鰏（学名：Gazza minuta），又稱橢圓鰏，俗名花令仔、金錢仔  ，為輻鰭魚綱鱸形目鰏科的其中一個種。

## 分布
本魚分布於印度太平洋區，包括東非、馬達加斯加、模里西斯、塞席爾群島、亞丁灣、紅海、馬爾地夫、巴基斯坦、印度、斯里蘭卡、孟加拉灣、安達曼海、泰國、越南、馬來西亞、柬埔寨、台灣、中國沿海、日本、韓國、菲律賓、印尼、澳洲、新幾內亞、馬里亞納群島、馬紹爾群島、帛琉、密克羅尼西亞、所羅門群島、諾魯、新喀里多尼亞、法屬波里尼西亞、夏威夷群島、吉里巴斯、薩摩亞群島、東加、吐瓦魯等海域。

## 栖息
海鱼、咸淡水域，底栖，水深10~110公尺，热带，水温26℃至29℃，分布于北纬35度至南纬36度、东经19度到西经137度之间的海域。

## 特徵
本魚體橢圓而側扁。上下頜有明顯的犬齒，口水平向前伸出。頭長為眼徑的3倍多，體長為體高的2.2倍左右。除胸鰭基部至臀鰭起點間之三角形區域裸出外，其他部位均被鱗。腹面銀白色，體側上半有不規則的暗色條紋和斑塊。背鰭硬棘8枚、軟條16枚；臀鰭硬棘3枚、軟條14枚。體長可長20公分。

## 生態
本魚為近海沙泥底棲魚類，產卵期時，會由入河口產卵。以小魚、甲殼類為食。

## 經濟利用
小型食用魚，美味但多刺，煮湯是道名菜。